# Migdolus goyanus
Migdolus goyanus là một loài bọ cánh cứng trong họ Cerambycidae.